# Engelmaro de Baviera
Engelmaro de Baviera (en alemán Engelmar von Bayern) (? - Passau, 1100) fue un ermitaño bávaro del siglo XII, que padeció el martirio. Es venerado como santo por la Iglesia católica,  el 14 de enero.

## Hagiografía
Engelmaro nació en el Electorado de Baviera, estado miembro del Sacro Imperio, en una familia humilde de campesinos bávaros.
Cuando tuvo la edad adecuada, se fue a vivir de ermitaño, bajo la dirección del también ermitaño monje Gregor. Cuando Gregor murió, Engelmaro se trasladó a Passau, donde hacía las veces de consejero espiritual de sus habitantes.
Esta fama le valió un enemigo oculto entre sus consultores, que una noche de invierno, lo asesinó a palazos, en 1100. Luego ocultó su cadáver en la nieve y huyó. Posteriormente, cuando la nieve se derritió, un sacerdote encontró su cuerpo, que según la leyenda, irradiaba luz, y le dio sepultura.
Posteriormente, en 1331, unos monjes premonstratenses de Windberg, trasladaron los restos del ermitaño a la iglesia donde están hasta el día de hoy.